# Chrysopilus gansuensis
Chrysopilus gansuensis är en tvåvingeart som beskrevs av Yang 1991. Chrysopilus gansuensis ingår i släktet Chrysopilus och familjen snäppflugor. Inga underarter finns listade i Catalogue of Life.